# عبد الله بك الشاوي
عبد الله بك الشاوي (1713-1769م)
هو شخصية بارزة في تاريخ العراق، وينتمي إلى أسرة الشاوي من فخذ البو شاهر من عشيرة العبيد. وهم أحد أبرز بطون العشيرة المنتشرة في ألوية عديدة بين لواء كركوك والوية ديالى وبغداد والموصل والحلة والدليم (الانبار)، كان له دور هام في العهد العثماني، حيث تولى بعد والده شاوي منصب رئيس "باب العرب" وهو منصب رسمي يربط بين الحكومة العثمانية والعشائر العراقية.

## توزيع العشيرة
يبدوا ان عشيرة العبيد كانت موزعة بين أبناء نصيف الشاهر العبيدي الزبيدي الحميري، ففي بغداد الكرخ والذي يسمى بالجانب الغربي كان بيد الشيخ شاوي النصيف، بينما في جنوب بغداد في الحلة والنيل والمحاويل وغيرها يديرها الشيخ سلطان النصيف،اما في الموصل والمناطق لمحيطة وجنوبها بين قلعة كشاف و حمام العليل إلى تكريت وكانت عندها تنتهي حدود ولاية بغداد يومئذ فكان يقودها الشيخ ظاهر اخو سلطان النصيف وكان ذلك في سنة 1124ه‍/1712م.

## السيرة
آل شاوي ويرجع عهدهم في بغداد إلى أوائل القرن الثاني عشر الهجري وعرف منهم شاوي بن نصيف بن شاهر . وله مكانته في الرئاسة العشائرية ، كان (باب العرب) اي ان الحكومة استخدمت هؤلاء الرؤساء واسطة التفاهم بينها وبين العشائر الأخرى. 
وكان شاوي النصيف قد مُنح من قبل السلطان أحمد الثالث نفسه لقب (بك) بعد طلب من والي بغداد حسن باشا وذلك حوالي سنة 1119ه‍/1707م ، وكانت الرتبة عسكرية وليست تشريفية، وكذلك أُسند اليهم معها منصب (قبو كُتخداسي) ويعني (( باب العرب)) فقد ساهم شاوي بك وابناءه من بعده وحتى احفاده بالمشاركة والقيادة لحملات عسكرية كانت احياناً بمعية الوالي وأحيانا أخرى لوحدهم على كل من يخرج عن الطاعة. 

## عبد الله الشاوي
كان أحنف وقته، وله الرئاسة الكبرى والصولة العظمى، هو الأمير النحرير، والهزبر الخطير، ذو المحاسن والفضائل، عين قلادة الأمراء الأماثل، حاتم أوانه، صاحب السيف والقلم، كانت ولادته على التقريب سنة 1125 ه‍.
وآل شاوي كانوا يسكنون بغداد منذ أوائل القرن الثاني عشر الهجري كما اشرنا سابقا وفي الجانب الغربي من بغداد، ونستنتج من ذلك انه ولد في بغداد في كنف والده شاوي زادة كما لقبه الرحالة وعالم الآثار أوبنهايم واضاف قائلاً: ان عبد الله كان يحمل رتبة مقدم في (ميليشيا) اللاوند ويتمتع كمستشار سياسي باحترام يتخطى كثيراً منصبه، حتى كلف عام (1768م) بالمتوسط بين حاكم البصرة وبين المنتفق. 
وأصبح رئيس الباب (اي شيخ العرب في باب لحكومة) بواسطته تبلغ الحكومة اوامرها إلى العشائر. ان من يتولى رئاسة الباب كان الولاة يخشون بأسه إذ ذاك بسبب عدم وجود جيش نظامي عند الولاة، ولا يوجد لديهم الا شيء قليل من المماليك والهايته (نوع من الشرطة)، وكان مقر رئيس باب العرب أو شيخ الباب كان في الجهة الغربية من بغداد. 
له من الأبناء إثنى عشر ولداً، وهم سليمان بك(وسليمان بك من الأبناء أحمد بك ولاحمد ولد اسمه عبد الحميد ولعبد الحميد ولد اسمه أحمد).
وهو اكبر أبنائه ثم سلطان بك، وحبيب بك، وعلي بك،، ومحمد بك (له ولد اسمه جاسم او قاسم)، وعبد العزيز بك (له ولد اسمه سعود)، إبراهيم بك، وعبد الغني بك، واحمد بك.

## اغتياله
جاء في حوادث سنة (1183ه‍/1769م)،
ان باب العرب الحاج عبد الله بك الشاوي قد أرسل من جانب الوزير عمر باشا لإصلاح ذات البين وتسوية المشاكل بين متسلم البصرة (سليمان أغا) في الزبير والشيخ عبد الله (شيخ المنتفق) بدأ يشق عصا الطاعة ويظهر التمرد والخروج على أنظمة الدولة واوامرها،  وأخذ يتعرض لما حول البصرة من مقاطعات،  ويساجل متسلم البصرة الحاج سليمان اغا النزاع والخصومات فقال صاحب الدوحة: انه (عبد الله بك الشاوي) قام بما ينافي الصدق والسداد وخان في القضية وتحرك خلاف رضا الوزير. والحال ان الوزير لما شعر بقوته وهزم شيخ المنتفق اراد ان يقضي على اكبر متنفذ لديه، وكانت لعبد الله الشاوي مكانة في قلوب العشائر والاهلين لا في زمنه بل في زمن أحمد باشا. ولذا بعد انهزام الشيخ عبد الله شيخ المنتفق قبض على عبد الله الشاوي في (أم الحنطة) واعدم هناك.وقتل ولده سلطان بك، واقام مكان عبد الله بك ولده الحاج سليمان بك
.